# A-8伯勞鳥攻擊機
A-8伯勞鳥攻擊機（英語：Shrike）是一款由柯蒂斯研製的單翼對地攻擊機，並取代老舊的A-3獵鷹攻擊機。而後Model 58正式改名成A-8

## 發展
XA-8在與XA-7攻擊機的競爭中獲勝，隨後陸軍訂購了13架服役測試機（其中5架為YA-8，8架為Y1A-8）。測試完成後，其中11架飛機被重新命名為A-8。
A-8是柯蒂斯的第一架全金屬低翼單翼機，具有自動前緣縫翼和後緣襟翼等先進功能。
前輪整流罩內安裝了四挺向前發射的0.30in(7.62mm) 機槍，觀察員駕駛艙內同樣也安裝一挺，用於後方防禦。標準炸彈裝載量為四枚 100lb(45kg)炸彈。
雖然陸軍一開始訂購46架A-8B，但在生產開始前訂單更改為A-12（Model 60)。

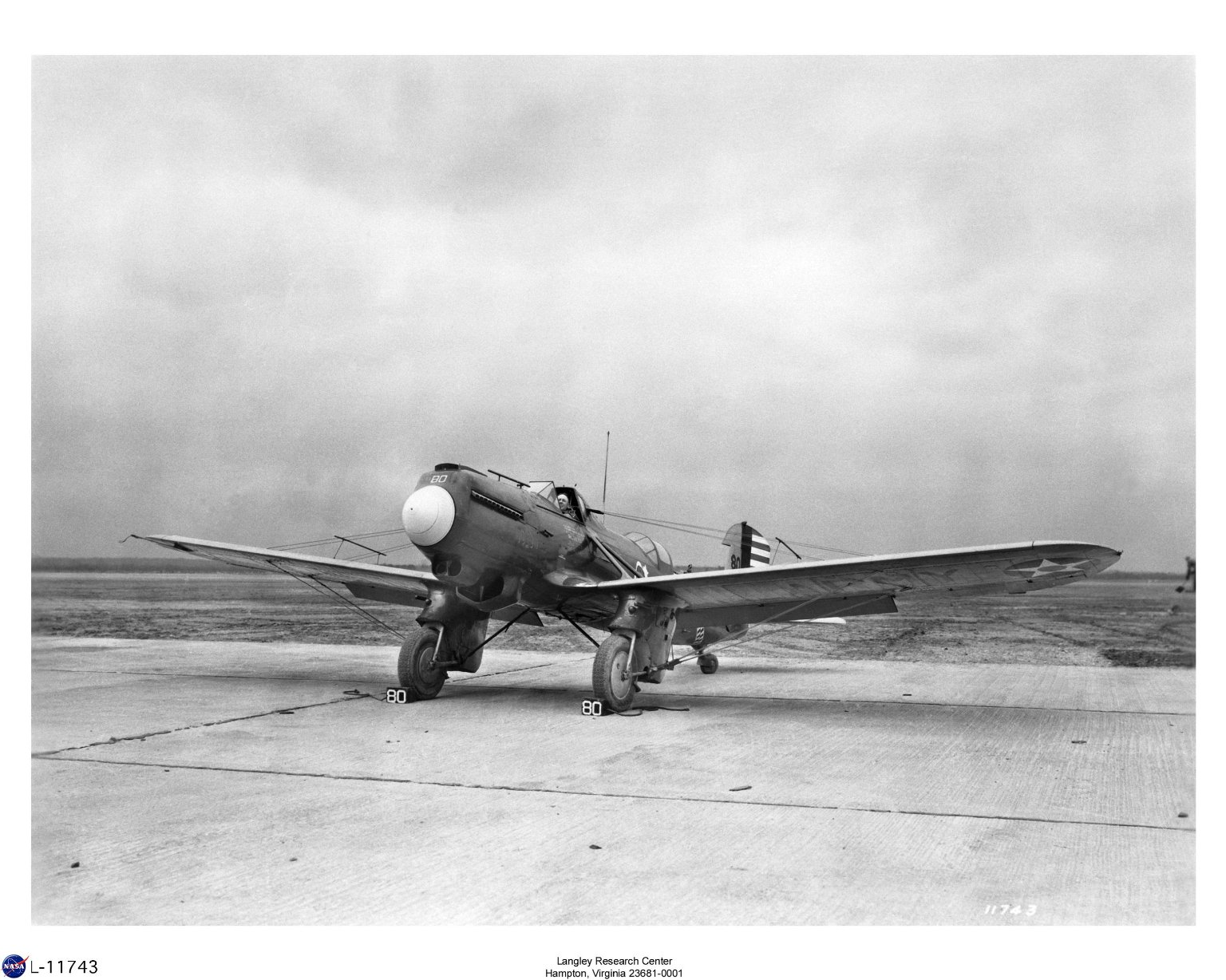
Curtiss YA-8 Shrike

1932年4月，A-8服役於德州克羅克特堡的第三攻擊大隊，並在美國航空界引起了轟動。當時所有的飛機都還是雙翼，而第一架單翼戰鬥機（P-26戰鬥機）直到八個月後才正式服役。

## 型號
XA-8Model 59，共1架原型機(30-387),採用柯蒂斯V-1570-23挑戰者發動機
YA-8Model 59A，量產測試型號，共5架(32-344 to 32-348)而後1架改裝成YA-10
Y1A-8量產測試型號，共8架(32-349 to 32-356)
A-812架重新編號的YA-8和Y1A-8
Y1A-8A最後一架Y1A-8
A-8A重新命名的Y1A-8A
A-8B取消，由A-12攻擊機取代